# 夏迎春
夏迎春是一個中國民間傳說中的角色，相傳是春秋戰國時期齊國國君齊宣王的寵妃，和王后鍾無艷齊名，但由於夏迎春是一名美女，而鍾無艷卻是一名有才幹的醜女，所以，齊宣王平時大多寵愛夏迎春，需要幫助時則懇求鍾無艷，從而流傳「有事鍾無艷，無事夏迎春」的典故。此角色出現在戲曲和影視作品。

## 現代扮演者
- 鍾無艷——陳秀珠
- 我愛鍾無艷——陳紫函
- 鍾無艷——高遠
- 鍾無艷——王思平
- 東西宮略——陳敏之
- 鍾無艷——張柏芝